# The French Lieutenant's Woman
The French Lieutenant's Woman is een film uit 1981 onder regie van Karel Reisz. De film is gebaseerd op de gelijknamige roman van John Fowles. De film kreeg vijf Oscarnominaties. Het was de eerste film waarin Meryl Streep een hoofdrol speelde.

## Verhaal
Er wordt een film opgenomen die 'The French Lieutenant's Woman' heet. De twee acteurs die de hoofdrol krijgen in deze film, krijgen in het echt ook een romance. Wanneer dingen uit de hand lopen, staat de film ook in de gevarenzone.

## Rolverdeling
| Acteur             | Personage                   |
| ------------------ | --------------------------- |
| Meryl Streep       | Sarah/Anna                  |
| Jeremy Irons       | Charles Henry Smithson/Mike |
| Emily Morgan       | Mary                        |
| Hilton McRae       | Sam                         |
| Charlotte Mitchell | Mevrouw Tranter             |
| Lynsey Baxter      | Ernestina                   |
| Peter Vaughan      | Meneer Freeman              |
| Penelope Wilton    | Sonia                       |